# 玛丽亚·卡米拉·雷耶斯
玛丽亚·卡米拉·雷耶斯·卡尔德龙（西班牙語：María Camila Reyes Calderón；2002年5月11日—），哥伦比亚女子足球运动员，司职中场，目前效力于圣塔菲足球俱乐部和哥伦比亚国家女子足球队。她曾代表哥伦比亚参加2024年夏季奥林匹克运动会女子足球比赛。